# Fabíola de Roma
Santa Fabíola foi uma enfermeira (médica) e matrona romana de categoria da companhia das nobres mulheres romanas que, sob a influência do padre da Igreja São Jerônimo, abandonaram todos os prazeres terrenos e se dedicaram à prática da ascese cristã e à obra de caridade.

## Vida anterior
Fabíola pertencia à família patrícia romana da Gente Fábia. Ela havia se casado com um homem que levava uma vida tão cruel que viver com ele era impossível. Ela obteve o divórcio dele de acordo com a lei romana e, ao contrário das ordenanças da Igreja, ela entrou em uma segunda união antes da morte de seu primeiro marido.
Na época da estadia de São Jerônimo em Roma (382-84), Fabíola não fazia parte do círculo ascético que se reunia ao seu redor. Só mais tarde, com a morte de seu segundo consorte, ela decidiu entrar em uma vida de renúncia e trabalho pelos outros. Na véspera da Páscoa, após a morte de sua segunda consorte, ela apareceu diante dos portões da Basílica de Latrão, vestida com traje de penitência, e fez penitência pública por seu pecado, que causou grande impressão na população cristã de Roma. O Papa a recebeu formalmente novamente em plena comunhão com a Igreja.

## Conversão ao Cristianismo e vida posterior
Fabíola renunciou a tudo o que o mundo tinha para lhe oferecer e dedicou sua imensa riqueza às necessidades dos pobres e enfermos. Ela construiu um bom hospital em Roma, e atendeu os internos ela mesma, e tratou os cidadãos rejeitados pela sociedade devido às suas "doenças repulsivas". Além disso, deu grandes somas às igrejas e comunidades religiosas de Roma e de outros lugares da Itália. Todos os seus interesses estavam centrados nas necessidades da Igreja e no cuidado dos pobres e sofredores.
Em 395 foi para Belém, onde viveu no hospício do convento dirigido por Santa Paula e aplicou-se, sob a direção de São Jerônimo, com o maior zelo ao estudo e contemplação das Escrituras e aos exercícios ascéticos. Uma incursão dos hunos nas províncias orientais do império e a contenda que eclodiu entre Jerônimo e João II, Bispo de Jerusalém respeitando os ensinamentos de Orígenes, tornou a residência em Belém desagradável para ela e ela voltou a Roma.
Ela permaneceu, no entanto, em correspondência com São Jerônimo, que a seu pedido escreveu um tratado sobre o sacerdócio de Aarão e as vestes sacerdotais. Em Roma, Fabíola uniu-se ao ex-senador São Pamáquio na realização de uma grande obra de caridade; juntos, eles ergueram em Porto um grande hospício para os peregrinos que vinham a Roma. Fabíola também continuou seu trabalho pessoal habitual em ajuda aos pobres e enfermos até sua morte em 27 de dezembro de 399 ou 400. Embora a prática da medicina de Fabíola fosse pragmática na aplicação, seu legado ilustra o envolvimento das primeiras mulheres cristãs no campo da medicina.

## Veneração e Legado
Seu funeral foi uma manifestação maravilhosa da gratidão e veneração com que ela foi considerada pela população romana.
São Jerônimo escreveu uma autobiografia elogiosa de Fabíola em uma carta a seu parente Oceanus.
Jean-Jacques Henner pintou seu retrato de Fabiola (em um perfil romano clássico) em 1885; o original deste retrato idealizado da santa foi perdido em 1912, mas a imagem foi copiada por artistas de todo o mundo no século seguinte. Em 2008, o artista contemporâneo Francis Alÿs montou uma exposição itinerante de mais de 300 dessas cópias de sua própria coleção. A exposição foi exibida pela primeira vez na Hispanic Society of America na cidade de Nova York, depois no LACMA em Los Angeles, indo para a National Portrait Gallery em Londres de maio a setembro de 2009. A coleção, que cresceu para incluir 514 cópias do retrato, foi posteriormente exposta na Capela do Fresco Bizantino da Coleção Menil em Houston de 21 de maio de 2016 a 13 de maio de 2018.